# Попов, Альберт Егорович
Альберт Егорович Попов (24 августа 1938, Летка — 4 апреля 2016, Сыктывкар) — советский и российский шахматист, международный мастер ИКЧФ (1990).

## Биография
Врач-терапевт. Заслуженный врач Российской Федерации.
Добился значительных успехов в шахматах по переписке.
Участник 20-го чемпионата СССР (1994—1998 гг.).
Участник 2-го, 3-го и 4-го чемпионатов РСФСР (лучший результат — 5-е место).
Участник ¾ финала 16-го чемпионата мира, полуфиналов 29-го и 34-го чемпионатов мира, предварительных соревнований 35-го чемпионата мира.
Победитель 4-го Кубка ИКЧФ (1984—1989 гг.), участник финального турнира 7-го Кубка ИКЧФ (1994—1999 гг.).
В составе сборной России участник 7-го и 8-го турниров «Балтийское море — море дружбы», матча «Россия против остального мира».
В составе сборной РСФСР победитель 4-го, 6-го и 10-го командных чемпионатов СССР (дважды с лучшим результатом на доске), серебряный призёр 5-го командного чемпионата СССР (с лучшим результатом на доске).
В составе сборной Республики Коми участник 4-го и 5-го командных чемпионатов России.

## Основные спортивные результаты
| Год       | Соревнование                                                                          | + | − | =  | Результат | Место                         |
| --------- | ------------------------------------------------------------------------------------- | - | - | -- | --------- | ----------------------------- |
| 1968—1970 | 2-й чемпионат РСФСР                                                                   | 4 | 2 | 12 | 10 из 18  | 5                             |
| 1970—1972 | 3-й чемпионат РСФСР                                                                   | 5 | 2 | 10 | 10 из 17  | 5—7                           |
| 1972—1973 | 4-й чемпионат РСФСР                                                                   | 4 | 5 | 5  | 6½ из 14  | 11                            |
| 1973—1975 | 4-й командный чемпионат СССР (сборная РСФСР, 10-я доска)                              |   |   |    | 9½ из 12  | 1 на доске, команда — чемпион |
| 1975—1978 | 5-й командный чемпионат СССР (сборная РСФСР, 10-я доска)                              |   |   |    | 9½ из 12  | 1 на доске, команда — 2-я     |
| 1978—1981 | 6-й командный чемпионат СССР (сборная РСФСР, 10-я доска)                              |   |   |    | 13 из 16  | 1 на доске, команда — чемпион |
| 1984—1989 | Финальный турнир 4-го Кубка ИКЧФ                                                      |   |   |    | 9½ из 10  | 1                             |
| 1986—1990 | Групповой турнир 6-го и 7-го Кубков ИКЧФ (группа 314)                                 | 7 | 0 | 3  | 8½ из 10  | 1                             |
| 1990—1994 | Полуфинал 6-го Кубка ИКЧФ (группа 25)                                                 | 6 | 1 | 7  | 9½ из 14  | 4—5                           |
| 1991—1994 | 10-й командный чемпионат СССР (сборная РСФСР, 7-я доска)                              |   |   |    | 9½ из 13  | Команда — чемпион             |
| 1992—1999 | ¾ финала 16-го чемпионата мира (группа 2)                                             | 4 | 7 | 5  | 6½ из 16  | 12—14                         |
| 1993—1998 | Матч «Россия против остального мира» (сборная России, 18-я доска, против Ю. Маркауса) | 1 | 1 | 0  | 1 из 2    |                               |
| 1994—1998 | 20-й чемпионат СССР                                                                   | 1 | 4 | 9  | 5½ из 14  | 11—13                         |
| 1994—1999 | Финальный турнир 7-го Кубка ИКЧФ                                                      | 0 | 4 | 12 | 6 из 16   | 13                            |
| 1995—1999 | 2-й мемориал Я. С. Эвентова                                                           | 4 | 2 | 8  | 8 из 14   | 7                             |
| 1997—2002 | 7-й турнир «Балтийское море — море дружбы» (сборная России, 1-я доска)                |   |   |    | [ 27 ]    |                               |
| 2006—2009 | 4-й командный чемпионат России (сборная Коми, 2-я доска)                              | 3 | 2 | 7  | 6½ из 12  |                               |
| 2006—2010 | Полуфинал 29-го чемпионата мира (группа 17)                                           | 2 | 2 | 8  | 6 из 12   | 8                             |
| 2008—2010 | 8-й турнир «Балтийское море — море дружбы» (сборная России-3, 5-я доска)              | 1 | 4 | 11 | 6½ из 16  |                               |
| 2009—2011 | 5-й командный чемпионат России (сборная Коми, ?-я доска)                              | 0 | 8 | 5  | 2½ из 13  |                               |
| 2010—2012 | Полуфинал 34-го чемпионата мира (группа 10)                                           | 1 | 3 | 8  | 5 из 12   | 10—12                         |
| 2010—2013 | Полуфинал 10-го чемпионата России (группа 1)                                          | 2 | 6 | 6  | 5 из 14   | 14                            |
| 2011—2013 | Предварительный турнир 35-го чемпионата мира (группа 3)                               | 0 | 7 | 7  | 4½ из 14  | 13—15                         |
| 2013—2015 | Предварительный турнир 20-го Кубка ИКЧФ                                               | 4 | 0 | 7  | 7½ из 11  | 2—3                           |